# Edinburg (Virgínia)
Edinburg és una població dels Estats Units a l'estat de Virgínia. Segons el cens del 2000 tenia 813 habitants.

## Demografia
Segons el cens del 2000, Edinburg tenia 813 habitants, 385 habitatges, i 220 famílies. La densitat de població era de 424,2 habitants per km².
Dels 385 habitatges en un 20,5% hi vivien nens de menys de 18 anys, en un 42,6% hi vivien parelles casades, en un 9,9% dones solteres, i en un 42,6% no eren unitats familiars. En el 35,8% dels habitatges hi vivien persones soles el 15,8% de les quals corresponia a persones de 65 anys o més que vivien soles. El nombre mitjà de persones vivint en cada habitatge era de 2,09 i el nombre mitjà de persones que vivien en cada família era de 2,71.
Per edats la població es repartia de la següent manera: un 18,1% tenia menys de 18 anys, un 8,4% entre 18 i 24, un 27,6% entre 25 i 44, un 24,6% de 45 a 60 i un 21,4% 65 anys o més.
L'edat mediana era de 41 anys. Per cada 100 dones de 18 o més anys hi havia 88,1 homes.
La renda mediana per habitatge era de 30.655 $ i la renda mediana per família de 37.986 $. Els homes tenien una renda mediana de 29.000 $ mentre que les dones 18.021 $. La renda per capita de la població era de 18.993 $. Entorn del 5,4% de les famílies i el 10,6% de la població estaven per davall del llindar de pobresa.

## Poblacions més properes
El següent diagrama mostra les poblacions més properes.